# Anna Pirozzi
Anna Pirozzi (Napoli, 8 febbraio 1975) è un soprano italiano.

## Biografia
Nata e cresciuta a Napoli, Anna Pirozzi ha cominciato a studiare canto all'età di venticinque anni all'Istituto Musicale Pareggiato della Valle d’Aosta, per poi perfezionarsi al Conservatorio Giuseppe Verdi di Torino.
Ha ottenuto il suo primo grande successo nel 2012 interpretando Amelia in Un ballo in maschera al Teatro Regio di Torino. Pochi mesi dopo viene diretta da Riccardo Muti nel ruolo di Abigaille nel Nabucco al Festival di Salisburgo. Nella stagione 2015/2016 fa il suo esordio scaligero come Lucrezia ne I due Foscari con Placido Domingo e il suo esordio al Covent Garden come Leonora ne Il trovatore; nella stessa stagione canta anche come Elisabetta I in Roberto Devereux all'Opera di Bilbao..
Nel 2017 ha cantato come Maddalena in Andrea Chénier all'Opera di Bilbao, Lady Macbeth in Macbeth al Teatro Regio di Torino, al Teatro Real di Madrid, all'Edinburgh International Festival e al Théâtre des Champs-Élysées, Turandot in Turandot con l'Orchestra Filarmonica di Israele a Tel Aviv, Abigaille in Nabucco all'Arena di Verona e al Teatro alla Scala, Manon in Manon Lescaut all'Opéra Royal de Wallonie de Liège, Suor Angelica in Suor Angelica e Giorgetta ne Il tabarro al Teatro Comunale di Modena.
Nel 2018 è Santuzza in Cavalleria Rusticana alla Royal Opera House, Aida al Teatro Real di Madrid, Lady Macbeth in Macbeth al Covent Garden e al Festival Verdi, Tosca in Tosca al Teatro Regio di Parma, Odabella in Attila al Gran Teatre del Liceu, Norma in Norma all'Abao Olbe e al Teatro Colon, Aida e Turandot all'Arena di Verona, Abigaille in Nabucco alla Deutsche Oper Berlin, al Teatro di San Carlo di Napoli e al Theatre de Champs-Elysèe di Parigi
Nel 2019 esordisce nel ruolo di Lenora ne La forza del destino al Teatro Municipale di Modena e nel ruolo dell'eponima protagonista ne La Gioconda al Teatre del Liceu, oltre a cantare come Abigaille in Nabucco e Turandot in Turandot alla Bayerische Staatsoper, Elvira in Ernani al Teatro Principale di Mahon, Aida e Leonora ne Il trovatore all'Arena di Verona e fa il suo debutto al Metropolitan Opera House come Lady Macbeth in Macbeth. Nello stesso anno è Tosca al Teatro Regio di Torino, Abigaille alla Deutsche Oper Berlin e poi a Valencia accanto a Plácido Domingo e Amelia in Un ballo in maschera all'Opera di Oviedo.
Nel 2020 esordisce con la De Nationale Opera come Abigaille in Nabucco e canta come Imogene ne Il pirata all'Opera de Monte-Carlo, canta come Aida in Piazza del Plebiscito, Amelia in Un ballo in maschera al Teatro Real di Madrid, Manon al Teatro Massimo di Palermo e Lucrezia ne I due foscari all'Opera de Monte Carlo.
Nel 2021 è Abigaille in Nabucco alla Wiener Staatsoper, esordisce come Elisabetta nel Don Carlo al Teatro Pavarotti di Modena, canta Lady Macbeth in Macbeth a Las Palmas e alla Wiener Staatsoper, Abigaille e Turandot all'Arena di Verona, Turandot alla Bayerische Staatsoper, Lady Macbeth e Tosca al Covent Garden.
Nel 2022 è Lady Macbeth a Valencia e alla Wienier Staatsoper, Tosca al Teatro Massimo, Elvira in Ernani al Teatro Pèrez Galdòs di Las Palmas, Abigaille nel Nabucco al Teatro Real di Madrid e all'Opernhaus Zurich, Tosca al Teatro dell'Opera di Roma ed esordisce all'Opéra national de Paris come Leonora ne La forza del destino.
Nel 2023 è Leonora ne Il trovatore all'Opéra Bastille, all'Opera di Roma e a Bilbao, Turandot alla Royal Opera House, al Teatro Real e all'Opéra di Parigi, Aida in Aida all'Arena di Verona, Tosca a Roma, Elisabetta in Don Carlo a Piacenza, Modena e Reggio Emilia ed esordisce nel ruolo di Medea nella Medea di Cherubini ad Atene con l'Opera Nazionale Greca.
Nel 2024 è Adriana Lecouvreur all'Opéra di Parigi, Amelia in Un ballo in maschera a Barcellona e Valencia, Abigaille nel Nabucco a Vienna, Norma a Napoli, Turandot a Zurigo, al Festival Puccini e a Sofia, Aida a Verona, Odabella in Attila a Tokyo, Lenora a Barcellona, Gioconda al Teatro Massimo Bellini di Catania e debutta come Minnie ne La fanciulla del West all'Opera di Amburgo, un ruolo che è tornata a cantare anche a Napoli nel 2025, insieme a quello di Odabella nell'Attila. Sempre nel 2025 è Turandot al Festival Puccini, Santuzza all'Opera di Stato della Baviera, Leonora in un concerto de La forza del destino ad Aix en Provence, Abigaille all'Arena di Verona e Tosca al Teatro dell'Opera di Roma.

## Repertorio
| Ruolo                   | Titolo                | Autore      |
| ----------------------- | --------------------- | ----------- |
| Imogene                 | Il pirata             | Bellini     |
| Norma                   | Norma                 | Bellini     |
| Medea                   | Medea                 | Cherubini   |
| Adriana Lecouvreur      | Adriana Lecouvreur    | Cilea       |
| Elisabetta I            | Roberto Devereux      | Donizetti   |
| Maddalena di Coigny     | Andrea Chénier        | Giordano    |
| Nedda                   | Pagliacci             | Leoncavallo |
| Santuzza                | Cavalleria rusticana  | Mascagni    |
| Contessa d'Almaviva     | Le nozze di Figaro    | Mozart      |
| Gioconda                | La Gioconda           | Ponchielli  |
| Manon Lescaut           | Manon Lescaut         | Puccini     |
| Floria Tosca            | Tosca                 | Puccini     |
| Cio-Cio-San             | Madama Butterfly      | Puccini     |
| Minnie                  | La fanciulla del West | Puccini     |
| Giorgetta               | Il tabarro            | Puccini     |
| Suor Angelica           | Suor Angelica         | Puccini     |
| Turandot                | Turandot              | Puccini     |
| Abigaille               | Nabucco               | Verdi       |
| Elvira                  | Ernani                | Verdi       |
| Lucrezia Contarini      | I due Foscari         | Verdi       |
| Odabella                | Attila                | Verdi       |
| Lady Macbeth            | Macbeth               | Verdi       |
| Luisa Miller            | Luisa Miller          | Verdi       |
| Leonora                 | Il trovatore          | Verdi       |
| Amelia                  | Un ballo in maschera  | Verdi       |
| Donna Leonora di Vargas | La forza del destino  | Verdi       |
| Elisabetta di Valois    | Don Carlo             | Verdi       |
| Aida                    | Aida                  | Verdi       |